# Tané McClure
Tané McClure (Los Ángeles, 8 de junio de 1958) es una actriz de cine y televisión, guionista, productora y cantante estadounidense.

## Biografía

### Vida personal
Es hija del conocido actor televisivo Doug McClure (1935-1995), intérprete de series como El virginiano. Tané se crio en el estado de Hawái. Contrajo matrimonio con Jonathan Cain, de quien se divorciaría posteriormente. Desde el 17 de julio de 2001 está casada con Gary Arendtz, con el que tiene un hijo.

### Trayectoria artística
Su primera aparición en la pantalla fue a los 5 años de edad, en un episodio de El virginiano. 
El verdadero inicio de su carrera como actriz, sin embargo, no se produciría hasta 1986, cuando intervino en un largometraje rodado en Italia, Crawlspace, protagonizado por Klaus Kinski y Talia Balsam. Desde entonces ha interpretado cerca de 60 papeles en cine y televisión, a menudo dentro del subgénero del thriller erótico. Entre sus trabajos destacan los de Miedo y asco en las Vegas, de Terry Gilliam (1998), y las comedias protagonizadas por Reese Witherspoon Una rubia muy legal (2001) y Una rubia muy legal 2 (2003). En 2002 ejerció como guionista, productora ejecutiva e intérprete en el film Trance.
Se la conoce también como Tane y Tahnee Cain.

### Actividad musical
En los años 80 Tane tuvo una banda, Tryanglz, junto a su cuñado Tommy "Mugs" Cain, hermano de su marido en aquel entonces, Jonathan Cain. Ha escrito e interpretado los temas de bandas sonoras como The Terminator (1984), Armed Response (1986) y Babe Watch: Forbidden Parody (1996).

## Filmografía
- El virginiano (The Virginian) (Serie de TV, 1 episodio) (1963)
- Crawlspace (1986)
- Death House (1987)
- Commando Squad (1987)
- Death Spa (1988)
- Night Visions (1991)
- Hot Under the Collar (1991)
- Inside Out 2 (Segmento Miss-Apprehended) (Video) (1992)
- Surf, Sun and Sex (Sin acreditar) (1994)
- Caged Hearts (1995)
- Target for Seduction (1995)
- Midnight Tease II (1995)
- Married People, Single Sex II: For Better or Worse (1995)
- Revenge of the Calendar Girls (1995)
- Assault of the Party Nerds 2: The Heavy Petting Detective (1995)
- Riders in the Storm (1995)
- Bikini Drive-In (1995)
- Who Killed Buddy Blue? (1995)
- Lap Dancing (1995)
- Sexual Roulette (1996)
- Strip Show (1996)
- Babe Watch: Forbidden Parody (1996)
- Vice Academy 5 (1996)
- Jimi (1996)
- Night Shade (1996)
- Night Stand (Serie de TV, 1 episodio) (1996)
- Sherman Oaks (Serie de TV) (1996)
- Lovers, Liars and Thieves (1997)
- The Last Embrace (1997)
- Lust: The Movie (Video) (1997)
- Sexual Impulse (1997)
- Scorned 2 (1997)
- Baywatch Nights (Serie de Tv, 1 episodio) (1997)
- Inferno (1997)
- Sweetheart Murders (1998)
- The Water Front (1998)
- Illicit Dreams 2 (1998)
- Fear and Loathing in Las Vegas (1998)
- Border to Border (1998)
- The Escort III (1999)
- The Pleasure Zone: Volume 1-Partners (Fragmento Of the Feather) (Video) (1999)
- Go (1999)
- The Pleasure Zone (Serie de TV, 1 episodio) (1999)
- Nightcap (Serie de TV, 6 episodios) (1999)
- Shadow Hors (2000)
- Bare Deception (TV) (2000)
- Cruel Intentions 2 (Video) (2000)
- Legally Blonde (2001)
- Tequila Express (2002)
- Behind Closed Doors (Sin acreditar) (TV) (2002)
- The Chosen Few (2002)
- Trance (2002)
- Fatal Kiss (TV) (2002)
- Treasure Hunt (TV) (2003)
- Legally Blonde 2: Red, White & Blonde (2003)
- Voices from the Graves (2006)
- Revamped (Video) (2007)
- The Hard Ride (En preproducción) (2011)
- A Meadowlark Calling (En preproducción) (2011)

## Discografía
Álbumes de estudio
- Tane Cain (1982)

Sencillos
- 1982: "Danger Zone"
- 1982: "Holdin' On" (EUA #37)[1]